# Маслово (Всеволожский район)
Ма́слово (фин. Maaslova) — деревня в Свердловском городском поселении Всеволожского района Ленинградской области.

## История
Расположенная на этом месте деревня Subbotovzina упоминается ещё в шведских Писцовых книгах Ингрии за 1640 год.
Как деревня Subotofskina она обозначена на шведской карте Ингерманландии 1690 года.
В XVIII веке в деревне располагалась мыза Сусловская. В 1732 году она была пожалована Анной Иоанновной графу П. И. Ягужинскому, а в 1736 году мыза перешла по наследству его сыну Сергею Павловичу. Затем за долги С. П. Ягужинского мыза с деревней отошли в казну и в 1770 году были подарены Екатериной II светлейшему князю Г. А. Потемкину, который устроил в деревне Масловой винный завод.
На карте 1792 года и некоторых более поздних картах название деревни указывается как Маслова.
Как деревня Маслова она упоминается и на «Карте окружности Санкт-Петербурга» 1810 года.

МАСЛОВО — деревня, принадлежит ротмистру Александру Чоглокову, жителей по ревизии 28 м. п., 27 ж. п. (1838 год)

На этнографической карте Санкт-Петербургской губернии П. И. Кёппена 1849 года она обозначена как деревня «Maslowa», расположенная в ареале расселения савакотов. В пояснительном тексте к этнографической карте указано количество её жителей на 1848 год: савакотов — 35 м. п., 33 ж. п., финляндских карелов — 12 м. п., 7 ж. п., всего 87 человек.

МАСЛОВО — деревня г. Чоглокова, по просёлкам, 14 дворов, 39 душ м. п. (1856 год)

Число жителей деревни по X-ой ревизии 1857 года: 46 м. п., 39 ж. п..

МАСЛОВО (МАСЛОВ КАМЕНЬ) — деревня владельческая, при р. Неве, 13 дворов, 44 м. п., 39 ж. п. (1862 год)

Согласно подворной переписи 1882 года в деревне проживали 27 семей, число жителей: 66 м. п., 71 ж. п., все лютеране, разряд крестьян — временнообязанные, а также пришлого населения 6 семей, в них: 7 м. п., 7 ж. п., все лютеране.

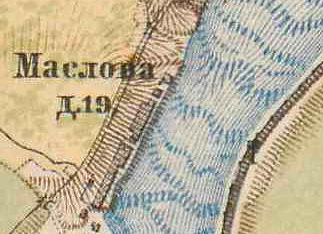
План деревни Маслово. 1885 год

В 1885 году, согласно «Карте окрестностей Петербурга», деревня насчитывала 19 крестьянских дворов. Сборник Центрального статистического комитета за этот же год описывал деревню так:

МАСЛОВА — бывшая владельческая деревня Колтушской волости при реке Неве, дворов — 24, жителей — 128; лавка. (1885 год)

МАСЛОВО — деревня, на земле Островского сельского общества, при р. Неве 27 дворов, 75 м п., 66 ж. п., всего 141 чел. мелочная лавка. (1896 год)

В 1898 году в деревне открылась первая школа. Учителем в ней работал М. Колкки.
В конце XIX — начале XX века деревня административно относилась к Колтушской волости 2-го стана Шлиссельбургского уезда Санкт-Петербургской губернии.
В 1902 году в деревне открылась новая школа с преподаванием на финском языке.
В 1909 году в деревне было 29 дворов.
В 1914 году в деревне работала двухклассная земская школа (Масловское училище), учителями в которой были Матвей Антонович Колк и Надежда Васильевна Веселовская.
Согласно переписи населения СССР 1926 года:

МАСЛОВА — деревня Островского сельсовета Октябрьской волости, 51 хозяйство, 222 души.

Из них: ингерманландцев — 42 хозяйства, 202 души; русских — 6 хозяйств, 10 душ; финнов — 3 хозяйства, 10 душ. (1926 год)

Согласно переписи населения СССР 1939 года:

МАСЛОВО — деревня Островского сельсовета, 249 чел. 

МАСЛОВСКИЙ — карьер Островского сельсовета, 26 чел. (1939 год)

План деревни Маслово. 1939 год

В 1940 году деревня насчитывала 48 дворов.
Имеются сведения о депортации ингерманландских жителей деревни по национальному признаку в 1942 году.
В 1958 году население деревни составляло 106 человек.
По данным 1966 и 1973 годов деревня Маслово находилась в составе Овцинского сельсовета.
В 1997 году в деревне проживали 19 человек, в 2002 году — 20 человек (русских — 65%), в 2007 году — 52.

## География
Деревня расположена в южной части района на автодороге 41К-312 (Посёлок имени Свердлова — Маслово).
Расстояние до административного центра поселения — 12 км.
Деревня находится на правом берегу реки Невы, к востоку от деревни Большие Пороги и к западу от деревни Оранжерейка.

## Демография
| 1862 | 2007 | 2010 | 2017 |
| ---- | ---- | ---- | ---- |
| 83   | ↘52  | ↘23  | ↗34  |

Национальный состав
Согласно данным Всероссийской переписи населения 2021 года в деревне проживали 97 человек, из них:
 русские — 22, нет национальной принадлежности — 12 человек, остальные национальность не указали.

## Прочее
В деревне ведётся активное коттеджное строительство.